# Matt Meyer
Matthew S. Meyer (* 29. září 1971 Bay City, Michigan) je americký politik a člen Demokratické strany, od ledna 2025 guvernér státu Delaware.
Vyrůstal ve Wilmingtonu. Studoval na Michigenské univerzitě a na Brownově univerzitě. V roce 1988 se podílel na první kampani Joea Bidena pro prezidentské volby. V roce 1990 pomáhal při předvolební kampani Bruce Sundluna, který byl posléze zvolen guvernérem Rhode Islandu. Během své kariéry dále působil jako právník a poradce bývalého guvernéra Delawaru Jacka Markella. Působil také jako poradce na americkém ministerstvu zahraničí.
V červnu 2023 ohlásil kandidaturu na funkci guvernéra Delawaru. V září 2024 vyhrál primárky Demokratické strany a v listopadu 2024 porazil kandidáta Republikánů Mika Ramona; v lednu 2025 se tak stal delawarským guvernérem.
Zastává progresivní názory levicové názory. Je židovského původu. Je ženatý a má jedno dítě. Žije ve Wilmingtonu.